# Caribbean Premier League 2025
Die Caribbean Premier League 2025 ist die 13. Saison dieser Twenty20-Cricket-Meisterschaft in den West Indies und soll vom 14. August bis zum 21. September 2025 stattfinden.

## Spielorte
Die folgenden Stadien wurden für die Austragung des Wettbewerbs ausgewählt. Die Playoffs werden im Providence Stadium im guyanischen Georgetown ausgetragen.
| Heimstadion                  | Stadt         | Land                | Kapazität |
| ---------------------------- | ------------- | ------------------- | --------- |
| Sir Vivian Richards Stadium  | North Sound   | Antigua und Barbuda | 10.000    |
| Kensington Oval              | Bridgetown    | Barbados            | 28.000    |
| Providence Stadium           | Georgetown    | Guyana              | 20.000    |
| Warner Park Sporting Complex | Basseterre    | St. Kitts und Nevis | 08.000    |
| Daren Sammy Cricket Ground   | Gros Islet    | St. Lucia           | 15.000    |
| Queen’s Park Oval            | Port of Spain | Trinidad und Tobago | 20.000    |
| Brian Lara Stadium           | Tarouba       | Trinidad und Tobago | 15.000    |

## Format
In der Vorrunde bestreitet jedes der sechs Teams gegen jedes andere jeweils zwei Spiele. Für einen Sieg gibt es zwei Punkte, für ein Unentschieden oder No Result einen. Die vier Erstplatzierten der Gruppe qualifizieren sich für die Playoffs, die im Page-Playoff-System ausgetragen werden.

## Kaderlisten
Die Mannschaften benannten die folgenden Kader:
| Twenty20 | Twenty20 | Twenty20 | Twenty20 | Twenty20 | Twenty20 |
| Antigua & Barbuda Falcons | Barbados Royals | Guyana Amazon Warriors | St Kitts and Nevis Patriots | St Lucia Kings | Trinbago Knight Riders |
| --- | --- | --- | --- | --- | --- |
| - Imad Wasim - Shakib Al Hasan - Fabian Allen - Naveen-ul-Haq - Obed McCoy - Justin Greaves - Bevon Jacobs - Jayden Seales - Allah Ghazanfar - Rahkeem Cornwall - Odean Smith - Jewel Andrew - Shamar Springer - Amir Jangoo - Karima Gore - Kevin Wickham - Joshua James | - Rovman Powell - Brandon King - Sherfane Rutherford - Quinton de Kock - Mujeeb Ur Rahman - Azmatullah Omarzai - Jomel Warrican - Kadeem Alleyne - Shaqkere Parris - Kofi James - Nyeem Young - Rivaldo Clarke - Zishan Motara - Johann Layne - Ramon Simmonds | - Imran Tahir - Shimron Hetmyer - Romario Shepherd - Shai Hope - Glenn Phillips - Ben McDermott - Gudakesh Motie - Moeen Ali - Shamar Joseph - Iftikhar Ahmed - Keemo Paul - Dwaine Pretorius - Shamarh Brooks - Kemol Savory - Hassan Khan - Jediah Blades - Kevlon Anderson - Quentin Sampson - Riyad Latif | - Kyle Mayers - Jason Holder - Rilee Rossouw - Evin Lewis - Fazalhaq Farooqi - Waqar Salamkheil - Andre Fletcher - Alick Athanaze - Mohammad Nawaz - Dominic Drakes - Mikyle Louis - Ashmead Nedd - Jeremiah Louis - Jyd Goolie - Navin Bidaisee - Leniko Boucher | - Tim David - Alzarri Joseph - Johnson Charles - Tim Seifert - Roston Chase - Tabraiz Shamsi - David Wiese - Delano Potgieter - Matthew Forde - Aaron Jones - Khary Pierre - Javelle Glen - Micah McKenzie - Shadrack Descarte - Johann Jerimah - Keon Gaston - Ackeem Auguste | - Kieron Pollard - Andre Russell - Sunil Narine - Nicholas Pooran - Alex Hales - Akeal Hosein - Mohammad Amir - Colin Munro - Usman Tariq - Ali Khan - Darren Bravo - Yannic Cariah - Keacy Carty - Terrance Hinds - McKenny Clarke - Joshua Da Silva - Nathan Edward |

## Vorrunde
Tabelle
| Teams                       | Sp. | S | N | NR | P | NRR |
| --------------------------- | --- | - | - | -- | - | --- |
| Antigua & Barbuda Falcons   |     |   |   |    | 0 |     |
| Barbados Royals             |     |   |   |    | 0 |     |
| Guyana Amazon Warriors      |     |   |   |    | 0 |     |
| St Kitts and Nevis Patriots |     |   |   |    | 0 |     |
| St Lucia Kings              |     |   |   |    | 0 |     |
| Trinbago Knight Riders      |     |   |   |    | 0 |     |

Spiele
| 14. August Scorecard | Basseterre | St Kitts and Nevis Patriots | – | Antigua & Barbuda Falcons |
|                      |            |                             |   |                           |

| 15. August Scorecard | Basseterre | St Kitts and Nevis Patriots | – | Guyana Amazon Warriors |
|                      |            |                             |   |                        |

| 16. August Scorecard | North Sound | Antigua & Barbuda Falcons | – | Barbados Royals |
|                      |             |                           |   |                 |

| 17. August Scorecard | Basseterre | St Kitts and Nevis Patriots | – | Trinbago Knight Riders |
|                      |            |                             |   |                        |

| 17. August Scorecard | North Sound | Antigua & Barbuda Falcons | – | St Lucia Kings |
|                      |             |                           |   |                |

| 19. August Scorecard | Basseterre | St Kitts and Nevis Patriots | – | St Lucia Kings |
|                      |            |                             |   |                |

| 20. August Scorecard | North Sound | Antigua & Barbuda Falcons | – | Trinbago Knight Riders |
|                      |             |                           |   |                        |

| 21. August Scorecard | Basseterre | St Kitts and Nevis Patriots | – | Barbados Royals |
|                      |            |                             |   |                 |

| 22. August Scorecard | North Sound | Antigua & Barbuda Falcons | – | Guyana Amazon Warriors |
|                      |             |                           |   |                        |

| 23. August Scorecard | Gros Islet | St Lucia Kings | – | Trinbago Knight Riders |
|                      |            |                |   |                        |

| 24. August Scorecard | North Sound | Antigua & Barbuda Falcons | – | St Kitts and Nevis Patriots |
|                      |             |                           |   |                             |

| 24. August Scorecard | Gros Islet | St Lucia Kings | – | Barbados Royals |
|                      |            |                |   |                 |

| 26. August Scorecard | Gros Islet | St Lucia Kings | – | Guyana Amazon Warriors |
|                      |            |                |   |                        |

| 27. August Scorecard | Tarouba | Trinbago Knight Riders | – | Antigua & Barbuda Falcons |
|                      |         |                        |   |                           |

| 28. August Scorecard | Gros Islet | St Lucia Kings | – | St Kitts and Nevis Patriots |
|                      |            |                |   |                             |

| 29. August Scorecard | Tarouba | Trinbago Knight Riders | – | Barbados Royals |
|                      |         |                        |   |                 |

| 30. August Scorecard | Tarouba | Trinbago Knight Riders | – | Guyana Amazon Warriors |
|                      |         |                        |   |                        |

| 31. August Scorecard | Gros Islet | St Lucia Kings | – | Antigua & Barbuda Falcons |
|                      |            |                |   |                           |

| 1. September Scorecard | Tarouba | Trinbago Knight Riders | – | St Kitts and Nevis Patriots |
|                        |         |                        |   |                             |

| 3. September Scorecard | Tarouba | Trinbago Knight Riders | – | St Lucia Kings |
|                        |         |                        |   |                |

| 4. September Scorecard | Bridgetown | Barbados Royals | – | Guyana Amazon Warriors |
|                        |            |                 |   |                        |

| 5. September Scorecard | Bridgetown | Barbados Royals | – | Antigua & Barbuda Falcons |
|                        |            |                 |   |                           |

| 6. September Scorecard | Georgetown | Guyana Amazon Warriors | – | Trinbago Knight Riders |
|                        |            |                        |   |                        |

| 7. September Scorecard | Bridgetown | Barbados Royals | – | St Lucia Kings |
|                        |            |                 |   |                |

| 7. September Scorecard | Georgetown | Guyana Amazon Warriors | – | St Kitts and Nevis Patriots |
|                        |            |                        |   |                             |

| 10. September Scorecard | Georgetown | Guyana Amazon Warriors | – | Antigua & Barbuda Falcons |
|                         |            |                        |   |                           |

| 11. September Scorecard | Bridgetown | Barbados Royals | – | St Kitts and Nevis Patriots |
|                         |            |                 |   |                             |

| 12. September Scorecard | Bridgetown | Barbados Royals | – | Trinbago Knight Riders |
|                         |            |                 |   |                        |

| 13. September Scorecard | Georgetown | Guyana Amazon Warriors | – | St Lucia Kings |
|                         |            |                        |   |                |

| 14. September Scorecard | Georgetown | Guyana Amazon Warriors | – | Barbados Royals |
|                         |            |                        |   |                 |

## Playoffs

### Spiel A
| 16. September Scorecard | Georgetown | Dritter | – | Vierter |
|                         |            |         |   |         |

### Spiel B
| 17. September Scorecard | Georgetown | Erster | – | Zweiter |
|                         |            |        |   |         |

### Spiel C
| 19. September Scorecard | Georgetown | Verlierer von Spiel B | – | Sieger von Spiel A |
|                         |            |                       |   |                    |

### Finale
| 21. September Scorecard | Georgetown | Sieger von Spiel B | – | Sieger Von Spiel C |
|                         |            |                    |   |                    |